# Gösta Andersson
Gösta Andersson (né le 15 février 1917 et mort le 12 septembre 1975) est un lutteur suédois spécialiste de la lutte gréco-romaine. Il participe aux Jeux olympiques d'été de 1948 et aux Jeux olympiques d'été de 1952. Il remporte le titre olympique en 1948  et remporte la médaille d'argent en 1952 en combattant dans la catégorie des poids mi-moyens.

## Palmarès

### Jeux olympiques
- Jeux olympiques de 1948 à Londres,  Royaume-Uni
  -  Médaille d'or.
- Jeux olympiques de 1952 à Helsinki,  Finlande
  -  Médaille d'argent.